# Tipula (Acutipula) mogul
Tipula (Acutipula) mogul is een tweevleugelige uit de familie langpootmuggen (Tipulidae). De soort komt voor in het Oriëntaals gebied.